# Boussac (Aveyron)
Boussac è un comune francese di 541 abitanti situato nel dipartimento dell'Aveyron nella regione dell'Occitania.

## Società

### Evoluzione demografica
Abitanti censiti